# Schwarzenbach an der Saale
Schwarzenbach an der Saale là một đô thị ở huyện Hof bang Bavaria thuộc nước Đức.